# Geudertheim
Geudertheim è un comune francese di 2 333 abitanti situato nel dipartimento del Basso Reno nella regione del Grand Est.
```
Il suo territorio è attraversato dal fiume 
Zorn
, affluente della 
Moder
, che a sua volta si getta nel 
Reno
.
```

## Società

### Evoluzione demografica
Abitanti censiti